# George Stubbs

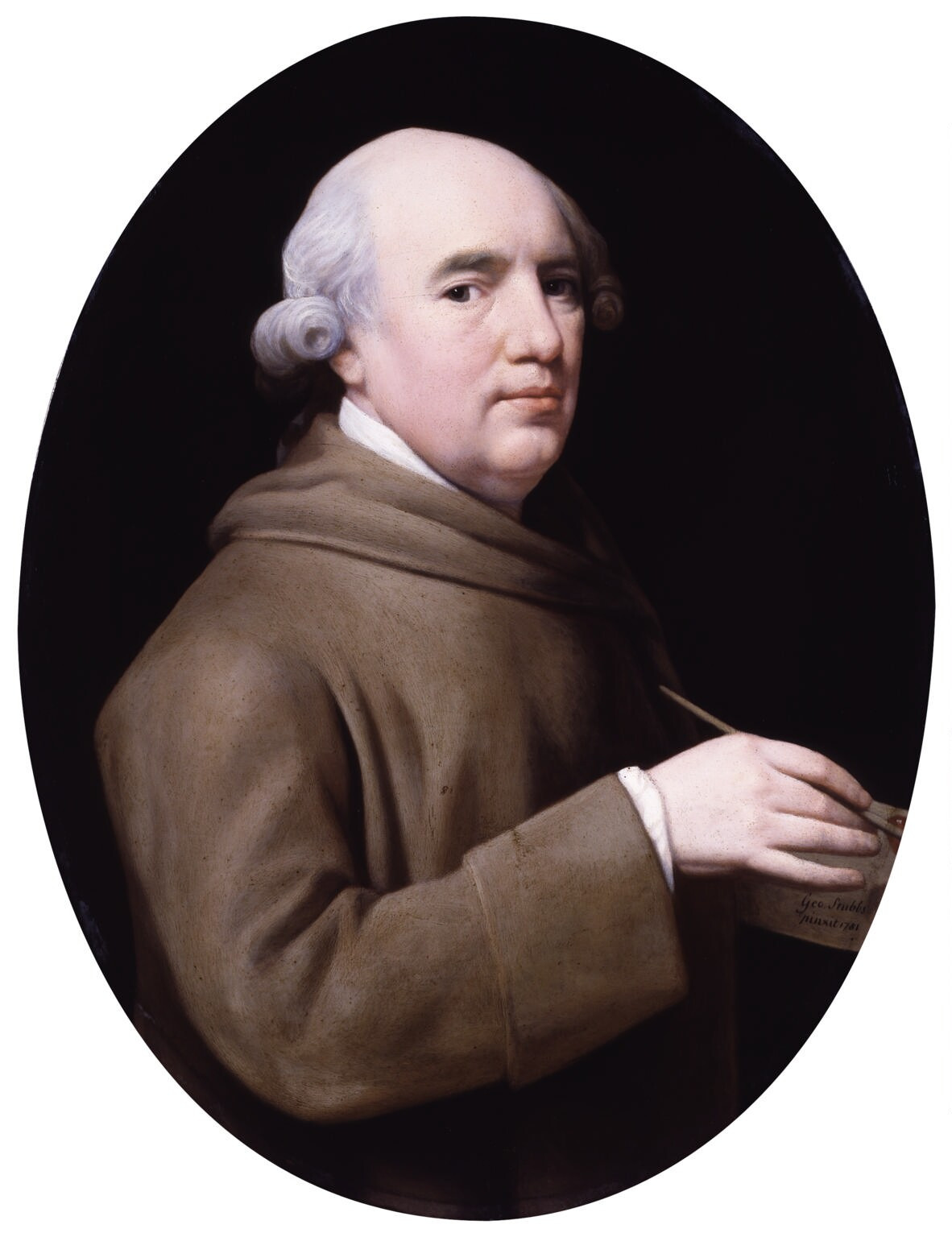
George Stubbs

George Stubbs, född 25 augusti 1724 i Liverpool, död 10 juli 1806 i London, var en engelsk målare som blev mest känd för sina hästmålningar.

## Biografi
Stubbs var son till en hästskötare men i övrigt är informationen om honom upp till 25-årsåldern knapphändig och fram till hans död baseras informationen om honom nästan bara på anteckningar av hans konstnärskollega Ozias Humphry.
Stubbs gick som lärling hos målaren och gravören Hamlet Winstanley i Lancashire, men lämnade snart tjänsten efter att ha invänt mot att han endast fick göra kopior på olika arbeten. På 1740-talet arbetade han som porträttmålare i norra England och från omkring 1745 till 1751 studerade han människans anatomi på sjukhuset York County Hospital. Sin passion för anatomi hade han haft sedan barnsben och ett av hans tidigaste påträffade arbeten är en uppsättning illustrationer i en lärobok för barnmorskor som publicerades 1751.
År 1755 besökte Stubbs Italien. Fyrtio år senare berättade han för Ozias Humphry att anledningen till hans italienbesök var att "övertyga sig själv om att naturen var, och alltid är, överlägsen för konsten, oavsett om den är grekisk eller romersk och efter att ha övertygat sig själv om detta beslutade han sig genast för att återvända hem". Senare under 1750-talet hyrde han ett säteri i Lincolnshire där han tillbringade 18 månader med att dissekera hästar. Han flyttade till London omkring 1759 och 1766 publicerade han The anatomy of the Horse (Hästens anatomi). Originalteckningarna finns numera i Royal Academys samlingar.

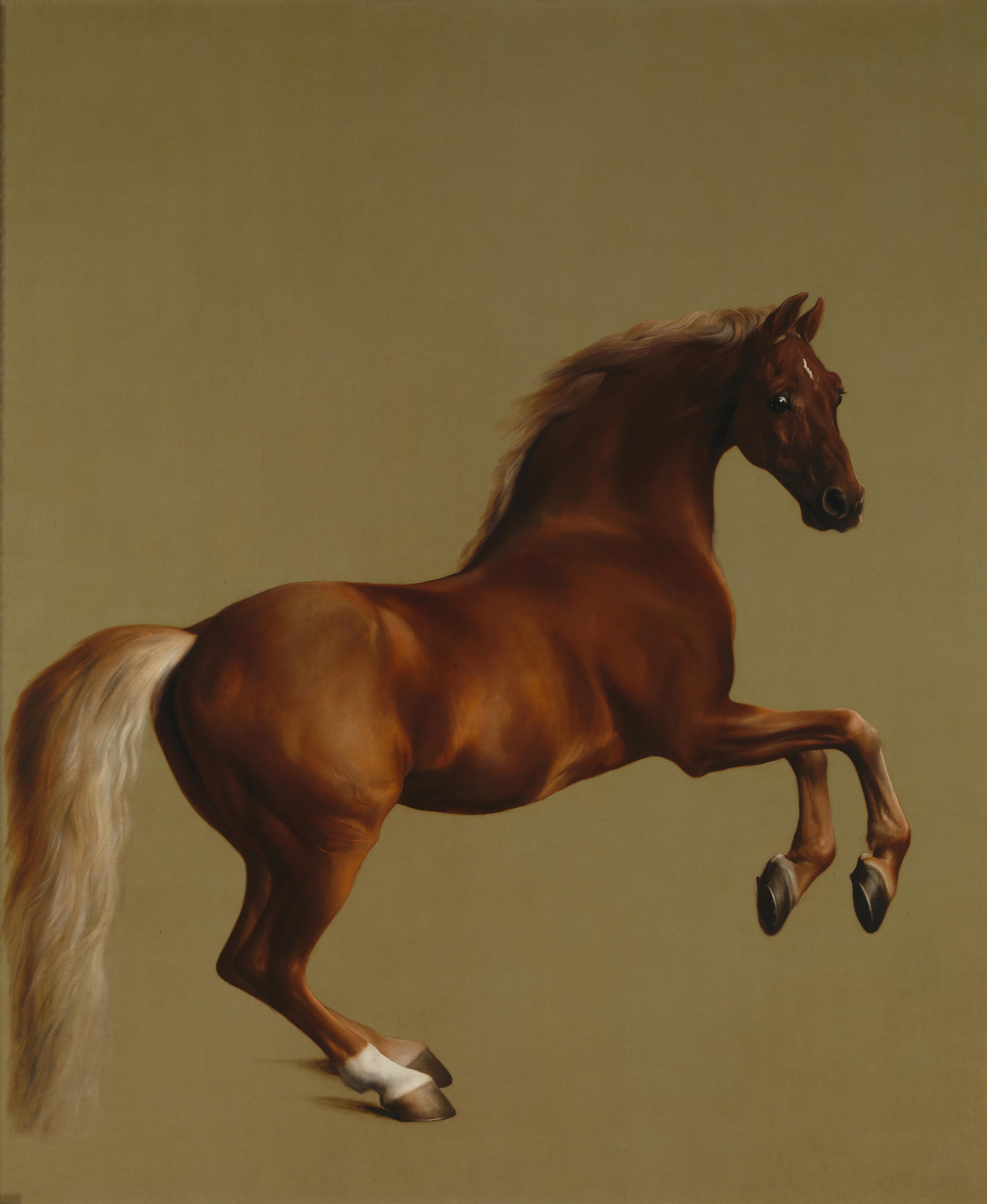
Whistlejacket. National Gallery, London.

Även innan hans bok publicerades sågs hans teckningar av ledande aristokratiska förespråkare som mer genomarbetade än tidigare hästmålares, som till exempel James Seymour och John Wootton. 1759 beställde Charles Lennox, 3:e hertig av Richmond tre stora målningar av honom och hans karriär var snart säkrad. 1763 hade han producerat målningar för fler hertigar och andra lorder och kunde då köpa ett hus i Marylebone, en fashionabel del av London, där han levde under resten av sitt liv.
Ett av hans mest berömda arbeten är Whistlejacket, en målning av en häst som ställer sig på bakbenen som beställdes av Charles Watson-Wentworth, 2:e markis av Rockingham, och som numera finns på National Gallery i London. Denna och två andra målningar som beställdes av Rockingham, bröt konventionen genom att ha osmyckade bakgrunder. Under hela 1760-talet målade han många olika individuella och grupporträtt av hästar, ibland tillsammans med hundar. Han målade även hästar tillsammans med sina stalldrängar. Under samma period fick han även beställningar på porträtt av både enskilda personer och grupper av människor. Från 1761 till 1776 hade han utställningar på Society of Artists, men 1775 gick han över till den nyligen bildade och redan mer prestigefyllda Royal Academy.

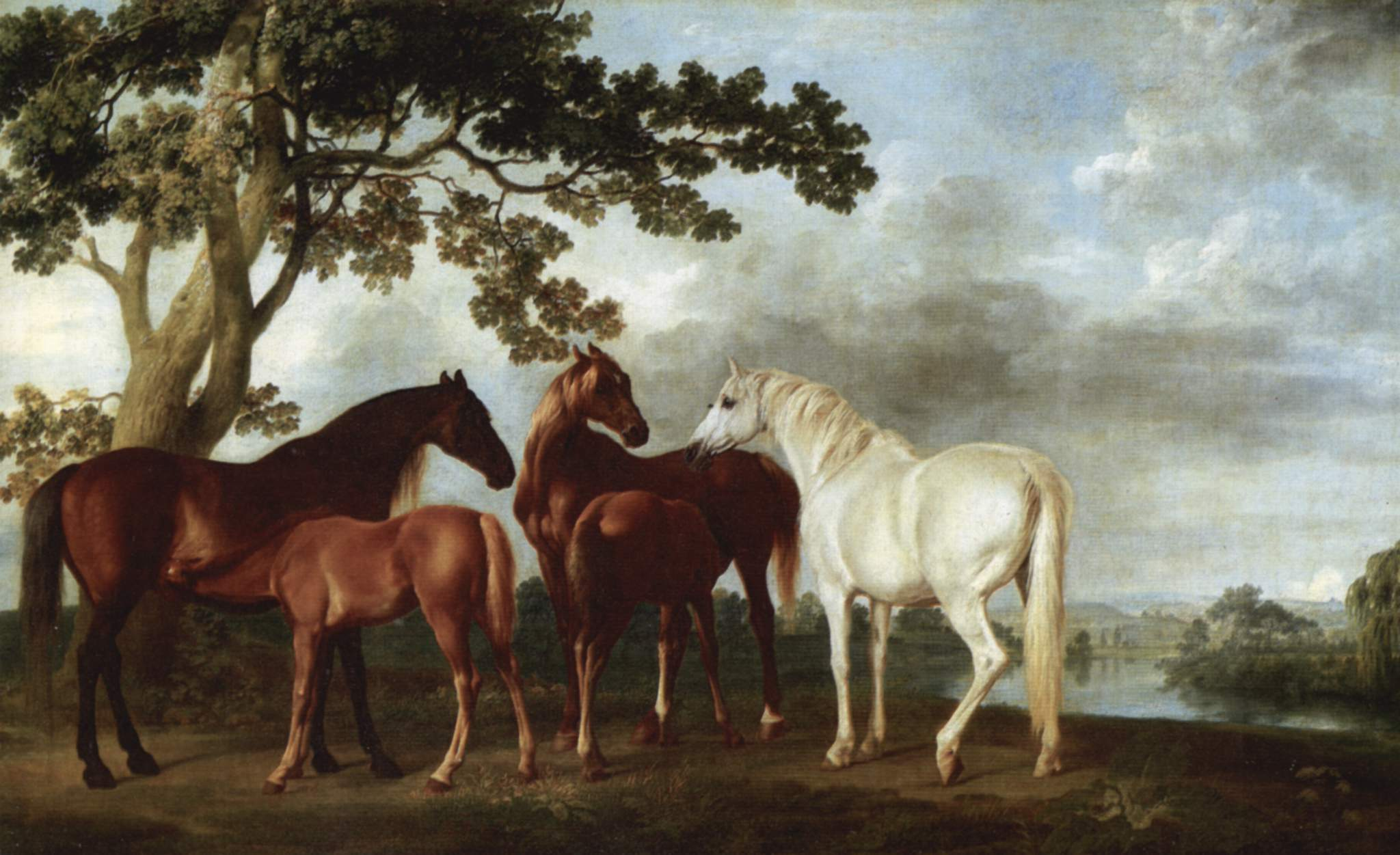
Ston och föl i flodlandskap, 1763-68. Tate Britain.

På beställning av privatpersoner målade Stubbs även mer exotiska djur, såsom lejon, tigrar, giraffer, apor och noshörningar. Ett av hans mest kända motiv var Lejon anfaller en häst som han målade i flera olika varianter. Detta och andra målningar blev välkända under tiden för graveringen av Stubbs arbeten, som visades i ökande antal på 1770- och 1780-talet.
Stubbs målade även historiska motiv men de blev mindre kända. Från den senare delen av 1760-talet framställde han några arbeten på emalj. På 1770-talet utvecklade Josiah Wedgwood en ny och större emaljplatta efter Stubbs önskemål. På 1770-talet målade han även hundar för första gången och han fick därefter flera uppdrag att måla jaktlag med de hundar som deltog.
Han fortsatte att vara aktiv till hög ålder. På 1780-talet målade han en lantserie som han kallade Haymakers and Reapers (Höskördare och bönder) och tidigt på 1790-talet erhöll han beskydd av George IV, som han målade på en hästrygg 1791. Hans sista projekt, som startade 1795, var A comparative anatomical exposition of the structure of the human body with that of a tiger and a common fowl (En anatomisk jämförelse mellan den mänskliga kroppen med en tigers och en vanlig fågel).